# Badminton-Senioreneuropameisterschaft 2014
Die Badminton-Senioreneuropameisterschaft 2014 fand vom 21. bis zum 28. September 2014 in Caldas da Rainha statt.

## Die Sieger und Platzierten

### Senioren 35+
| Veranstaltung | Gold                              | Silber                            | Bronze                            |
| ------------- | --------------------------------- | --------------------------------- | --------------------------------- |
| Herreneinzel  | Stanislav Pukhov                  | Morten Eilby Rasmussen            | Vadim Itckov                      |
| Herreneinzel  | Stanislav Pukhov                  | Morten Eilby Rasmussen            | Fabrice Bernabe                   |
| Dameneinzel   | Rebecca Pantaney                  | Aurélie Martin                    | Maria Kurochkina                  |
| Dameneinzel   | Rebecca Pantaney                  | Aurélie Martin                    | Katrin Hockemeyer                 |
| Herrendoppel  | Xavier Engrand Jerome Krawczyk    | Fredrik Du Hane Lars Klintrup     | Philipp Kurz Maurice Niesner      |
| Herrendoppel  | Xavier Engrand Jerome Krawczyk    | Fredrik Du Hane Lars Klintrup     | Andrey Degtyarev Vadim Itckov     |
| Damendoppel   | Rebecca Pantaney Lynne Swan       | Irina Chernikova Maria Kurochkina | Manuela Nowak Simone Weisbarth    |
| Damendoppel   | Rebecca Pantaney Lynne Swan       | Irina Chernikova Maria Kurochkina | Helle Blomsterberg Karina Bye     |
| Mixed         | Maurice Niesner Michaela Hukriede | Vadim Itckov Irina Chernikova     | Stanislav Pukhov Maria Kurochkina |
| Mixed         | Maurice Niesner Michaela Hukriede | Vadim Itckov Irina Chernikova     | Thomas Blondeau Aurélie Martin    |

### Senioren 40+
| Veranstaltung | Gold                                | Silber                             | Bronze                                    |
| ------------- | ----------------------------------- | ---------------------------------- | ----------------------------------------- |
| Herreneinzel  | Fernando Silva                      | Mario Carulla                      | Stefan Edvardsson                         |
| Herreneinzel  | Fernando Silva                      | Mario Carulla                      | Marc Götze                                |
| Dameneinzel   | Csilla Gondane Fórián               | Michaela Meyer                     | Reni Hasan                                |
| Dameneinzel   | Csilla Gondane Fórián               | Michaela Meyer                     | Barbara Kulanty                           |
| Herrendoppel  | Stefan Edvardsson Mikael Nilsson    | Jason Grimshaw Paul Mitchell       | Joël Renaudeau Eric Sieca                 |
| Herrendoppel  | Stefan Edvardsson Mikael Nilsson    | Jason Grimshaw Paul Mitchell       | Guillaume Verplaetse André Wiechmann      |
| Damendoppel   | Julie Bradbury Louise Culyer        | Tracey Middleton Joanne Muggeridge | Vlada Chernyavskaya Anne Birgitte Nielsen |
| Damendoppel   | Julie Bradbury Louise Culyer        | Tracey Middleton Joanne Muggeridge | Dana Kykalova Diana Prazakova             |
| Mixed         | Tamás Gebhard Csilla Gondane Fórián | Julian Priestley Joanne Muggeridge | Paul Mitchell Karina Bye                  |
| Mixed         | Tamás Gebhard Csilla Gondane Fórián | Julian Priestley Joanne Muggeridge | Jakob Østergaard Helle Buch               |

### Senioren 45+
| Veranstaltung | Gold                           | Silber                            | Bronze                                  |
| ------------- | ------------------------------ | --------------------------------- | --------------------------------------- |
| Herreneinzel  | Tamás Gebhard                  | Thomas Knaack                     | Sven Landwehr                           |
| Herreneinzel  | Tamás Gebhard                  | Thomas Knaack                     | Jonas Thorné                            |
| Dameneinzel   | Vlada Chernyavskaya            | Elke Cramer                       | Dorota Grzejdak                         |
| Dameneinzel   | Vlada Chernyavskaya            | Elke Cramer                       | Betty Blair                             |
| Herrendoppel  | Rajeev Bagga Mark Golds        | Ronald Glaschke Frank Schröder    | Milan Duvsund Joakim Nordgren           |
| Herrendoppel  | Rajeev Bagga Mark Golds        | Ronald Glaschke Frank Schröder    | Jean Christensen Henrik Lykke           |
| Damendoppel   | Elizabeth Austin Caroline Hale | Gitte Kruse Lene Struwe           | Elke Cramer Christine Skropke           |
| Damendoppel   | Elizabeth Austin Caroline Hale | Gitte Kruse Lene Struwe           | Mandy Joiner Linda Pearcy               |
| Mixed         | Nick Ponting Julie Bradbury    | Vadim Nazarov Vlada Chernyavskaya | Jan Bertram Petersen Helle Blomsterberg |
| Mixed         | Nick Ponting Julie Bradbury    | Vadim Nazarov Vlada Chernyavskaya | Mark Golds Debbie Miller                |

### Senioren 50+
| Veranstaltung | Gold                                  | Silber                             | Bronze                             |
| ------------- | ------------------------------------- | ---------------------------------- | ---------------------------------- |
| Herreneinzel  | Heikki Väisänen                       | Martin Quist                       | Geir Storvik                       |
| Herreneinzel  | Heikki Väisänen                       | Martin Quist                       | Jean Jacques Bontemps              |
| Dameneinzel   | Lone Hagelskjær Knudsen               | Cathy Bargh                        | Sian Williams                      |
| Dameneinzel   | Lone Hagelskjær Knudsen               | Cathy Bargh                        | Ye Wang                            |
| Herrendoppel  | Morten Christensen Martin Quist       | Jan Bertram Petersen Jesper Tolman | Olof Åslund Magnus Nytell          |
| Herrendoppel  | Morten Christensen Martin Quist       | Jan Bertram Petersen Jesper Tolman | John Bowker Kyle Nethercott        |
| Damendoppel   | Sue Crompton Viv Gillard              | Cathy Bargh Kay Vickers            | Helle Sjoerring Annette Vollertzen |
| Damendoppel   | Sue Crompton Viv Gillard              | Cathy Bargh Kay Vickers            | Helle Buch Lone Hagelskjær Knudsen |
| Mixed         | Morten Christensen Annette Vollertzen | Kyle Nethercott Pauline Williams   | Thomas Bunn Heike Bunn             |
| Mixed         | Morten Christensen Annette Vollertzen | Kyle Nethercott Pauline Williams   | Phil Richardson Linda Pearcy       |

### Senioren 55+
| Veranstaltung | Gold                        | Silber                       | Bronze                                |
| ------------- | --------------------------- | ---------------------------- | ------------------------------------- |
| Herreneinzel  | Per Juul                    | Vladimir Koloskov            | Dan Travers                           |
| Herreneinzel  | Per Juul                    | Vladimir Koloskov            | Eric Plane                            |
| Dameneinzel   | Heidi Bender                | Aurore Peype                 | Janet Walker                          |
| Dameneinzel   | Heidi Bender                | Aurore Peype                 | Christine Black                       |
| Herrendoppel  | Jesper Helledie Dan Travers | Eric Plane Roger Taylor      | Tariq Farooq Karsten Meier            |
| Herrendoppel  | Jesper Helledie Dan Travers | Eric Plane Roger Taylor      | Jens Dall Hansen Jesper Schou Nielsen |
| Damendoppel   | Hanne Adsbøl Heidi Bender   | Jenny Cox Christine Crossley | Christine Black Marjan Ridder         |
| Damendoppel   | Hanne Adsbøl Heidi Bender   | Jenny Cox Christine Crossley | Ellen Aagaard Birte Bach              |
| Mixed         | Dan Travers Christine Black | Jesper Helledie Hanne Adsbøl | Karsten Meier Ellen Aagaard           |
| Mixed         | Dan Travers Christine Black | Jesper Helledie Hanne Adsbøl | Ian Purton Christine Crossley         |

### Senioren 60+
| Veranstaltung | Gold                          | Silber                              | Bronze                             |
| ------------- | ----------------------------- | ----------------------------------- | ---------------------------------- |
| Herreneinzel  | Graham Michael Robinson       | Peter Emptage                       | Christian Hansen                   |
| Herreneinzel  | Graham Michael Robinson       | Peter Emptage                       | Per Mikkelsen                      |
| Dameneinzel   | Christine Crossley            | Betty Bartlett                      | Anne-Lise Pedersen                 |
| Dameneinzel   | Christine Crossley            | Betty Bartlett                      | Michèle Bontemps                   |
| Herrendoppel  | William Hamblett Graham Holt  | Vladimir Ilyenko Vladimir Prudnikov | Per Mikkelsen Rob Ridder           |
| Herrendoppel  | William Hamblett Graham Holt  | Vladimir Ilyenko Vladimir Prudnikov | Bengt Randström Lars Winnberg      |
| Damendoppel   | Betty Bartlett Brenda Creasey | Eileen Carley Susan Ely             | Ann Hurst Margo Witty              |
| Damendoppel   | Betty Bartlett Brenda Creasey | Eileen Carley Susan Ely             | Anne-Lise Pedersen Gitte Rasmussen |
| Mixed         | Rob Ridder Marjan Ridder      | Peter Emptage Betty Bartlett        | Barry Smethurst Marguerite Butt    |
| Mixed         | Rob Ridder Marjan Ridder      | Peter Emptage Betty Bartlett        | William Hamblett Ann Hurst         |

### Senioren 65+
| Veranstaltung | Gold                          | Silber                                | Bronze                                |
| ------------- | ----------------------------- | ------------------------------------- | ------------------------------------- |
| Herreneinzel  | Per Dabelsteen                | Torben Hansen                         | Carl-Johan Nybergh                    |
| Herreneinzel  | Per Dabelsteen                | Torben Hansen                         | Gregor Bartmann                       |
| Dameneinzel   | Ludmila Ukk                   | Jette Nielsen                         | Irene Sterlie                         |
| Dameneinzel   | Ludmila Ukk                   | Jette Nielsen                         | Lieselotte Wengberg                   |
| Herrendoppel  | Knud Danielsen Torben Hansen  | Dieter Eichhorn Hans-Joachim Pothmann | Mike Cox Jim Garrett                  |
| Herrendoppel  | Knud Danielsen Torben Hansen  | Dieter Eichhorn Hans-Joachim Pothmann | Gregor Bartmann Gerhard Michaelis     |
| Damendoppel   | Svetlana Smirnova Ludmila Ukk | Jette Nielsen Irene Sterlie           | Joanna Elson Val O’Neill              |
| Damendoppel   | Svetlana Smirnova Ludmila Ukk | Jette Nielsen Irene Sterlie           | Sylvia Gill Cecilia Rodger            |
| Mixed         | Jim Garrett Sue Awcock        | Robert Dumelow Sylvia Gill            | Hans-Joachim Pothmann Monika Regineri |
| Mixed         | Jim Garrett Sue Awcock        | Robert Dumelow Sylvia Gill            | Grahame Moscrop Val O’Neill           |

### Senioren 70+
| Veranstaltung | Gold                          | Silber                         | Bronze                        |
| ------------- | ----------------------------- | ------------------------------ | ----------------------------- |
| Herreneinzel  | Paweł Gasz                    | Dietmar Unser                  | Harry Shadwick                |
| Herreneinzel  | Paweł Gasz                    | Dietmar Unser                  | Gerd Pigola                   |
| Dameneinzel   | Renate Gabriel                | Mary Jenner                    | Beryl Goodall                 |
| Dameneinzel   | Renate Gabriel                | Mary Jenner                    | Wiola Renholm                 |
| Herrendoppel  | Peter Gerth Dietmar Unser     | Knut Liland Knut Møller        | Michael Coley Harry Shadwick  |
| Herrendoppel  | Peter Gerth Dietmar Unser     | Knut Liland Knut Møller        | Eyvind Aarup Paul van Beek    |
| Damendoppel   | Renate Gabriel Christel Klaar | Kaya Garbrecht Grete Steenberg | –                             |
| Mixed         | Dietmar Unser Christel Klaar  | Knut Liland Lisbeth Bengtsson  | Harry Shadwick Barbara Henley |
| Mixed         | Dietmar Unser Christel Klaar  | Knut Liland Lisbeth Bengtsson  | Michael Coley Mary Jenner     |